# The Binary Guardians
The Binary Guardians (Los Guardianes Binarios) es un grupo de hackers informáticos hackactivistas que ha asumido la responsabilidad de distintos ataques informáticos a páginas de instituciones tanto gubernamentales y privadas en Venezuela. El grupo está compuesto por analistas y especialistas de seguridad de la información con varios años de experiencia en conjunto.

## Actividad
El grupo inició sus acciones el 30 de julio después de las elecciones de la Asamblea Nacional Constituyente de Venezuela de 2017, cuando Tibisay Lucena, la presidenta del Consejo Nacional Electoral (CNE) anunció los resultados. Al día siguiente en la madrugada, hackearon la página web principal del CNE junto a otras páginas importantes del gobierno, incluyendo el portal web oficial del canal de televisión estatal Venezolana de Televisión (VTV). Horas más tarde de que Tibisay anunciara la restauración de la página web oficial del CNE, el grupo se infiltró en la cuenta oficial de Twitter del Consejo, diciendo que la votación de 8 millones era «una total mentira», que fue «un fraude total», lamentando la «muerte» de la constitución de 1999 y afirmando que los votos de la jornada no sobrepasaban los 2 millones.
El 7 de agosto, un día después de un asalto al fuerte Paramacay ocurrido en Valencia, el grupo volvió a dejar un mensaje en apoyo al asalto en las páginas principales de diversas instituciones, publicando un discurso de Charlie Chaplin en la película El gran dictador y un mensaje diciendo «Nuestra lucha es digital. Tú trancas las calles y nosotros las redes» y «Hoy más que nunca te necesitamos, soldado. Estaremos luchando por los derechos de todos los venezolanos a través de las redes, ustedes, pueblo valiente, ¡A salir a las calles y apoyar a estos valientes soldados! Esta dictadura tiene las horas contadas». El ataque informático, más conocido como DNS hijacking (robo y/o secuestro de servidores NameServers), fue dirigido a una lista de más de 40 páginas del gobierno venezolano (gob.ve), incluyendo el CNE, el Tribunal Supremo de Justicia (TSJ), la Asamblea Nacional, CANTV, CONATEL, la presidencia de la República, Gobierno en línea, el Instituto de Seguro Social (IVSS), el Ministerio del Poder Popular para Transporte Terrestre (INTT), varios cuerpos de seguridad del Estado, entre ellos el de la policía científica (CICPC), la Policía Nacional Bolivariana (PNB), el Ejército, la Armada, y despachos estratégicos como el de Identificación y Extranjería (SAIME) y el del control de divisas (CENCOEX). Un miembro del grupo aseguró que no formaban parte de la llamada «Operación David», pero declaró que la apoyaban. Un documento publicado por el grupo hace referencia de que el ataque fue dirigido a la plataforma de NIC.VE (CONATEL), la misma encargada de realizar el registro de dominios .ve. A pesar del gran alcance del ataque, el gobierno no ha realizado ningún pronunciamiento oficial. 
El 15 de agosto el grupo hackeó el portal Aporrea.